# Музей исламского искусства Малайзии
Музей исламского искусства Малайзии (малайск. Muzium Kesenian Islam Malaysia) — один из крупнейших музеев в Куала-Лумпуре.
Основан в 1998 году в специально построенном четырехэтажном здании в стиле исламской архитектуры в центре города недалеко от Национальной мечети. В постоянной экспозиции модели известных памятников архитектуры, коллекция коранов и манускриптов, керамика, оружие, украшения и драгоценности, нумизматика.
Среди текстильных изделий и костюмов — два оренбургских пуховых платка, изготовленных татаркой Магинур Хусаиновой из села Сакмара Оренбургской области. В выставочном зале музея в 2005 году экспонировалась фотовыставка о жизни мусульман Татарстана.
Музей осуществляет исследовательскую и издательскую деятельность. При музее имеются библиотека, магазин сувениров и ресторан.

## Публикации музея 2012—2016 гг
- Introduction to Islamic Arts — Calligraphy: The Collection of the Islamic Arts Museum Malaysia, 2016 ISBN 978-983-2591-13-9
- Dala’il al-Khayrat: Prayer Manuscripts From The 16th To 19th Centuries, 2016 ISBN 978-983-2591-12-2
- Symbols Of Power And Beauty: The Collection Of The Islamic Arts Museum Malaysia, 2015 ISBN 978-983-2591-11-5
- Mosques of the United States of America: The Dar Al Islam Mosque and Complex In Abiquiu, New Mexico, 2014 ISBN 978-983-2591-07-8
- Al-Qur’an: The Sacred Art of Revelation (VOL.II), 2014 ISBN 978-983-2591-09-2
- Al Hajj: The Malaysian Experience, 2013 ISBN 9789832591054
- Nun Wa Al Qalam: Contemporary Muslim Calligraphy, 2013 ISBN 978-983-2591-06-1
- The Timeline of Islamic Civilisations: Featuring the collection of the Islamic Arts Museum Malaysia, 2012 ISBN 9789832591023
- Tradition and Continuity: Woven and Decorated Textiles of the Malay Peninsula, 2012 ISBN 9789832591030
- Lasting Impressions: Seals from the Islamic World, 2012 ISBN 978-983-44696-9-6
- Formation of a Nation: A Photographic Flashback, 2012 ISBN 978-983-44696-8-9
- Ann Dunham’s Legacy: A Collection of Indonesian Batik, 2012 ISBN 978-983-44696-7-2